# La Harpe
|  | Per a altres significats, vegeu «La Harpe (Illinois)». |

La Harpe és una població dels Estats Units a l'estat de Kansas. Segons el cens del 2006 tenia 665 habitants.

## Demografia
Segons el cens del 2000, La Harpe tenia 706 habitants, 268 habitatges, i 191 famílies. La densitat de població era de 317 habitants/km².
Dels 268 habitatges en un 35,8% hi vivien nens de menys de 18 anys, en un 57,1% hi vivien parelles casades, en un 9,7% dones solteres, i en un 28,4% no eren unitats familiars. En el 23,5% dels habitatges hi vivien persones soles l'11,2% de les quals corresponia a persones de 65 anys o més que vivien soles. El nombre mitjà de persones vivint en cada habitatge era de 2,63 i el nombre mitjà de persones que vivien en cada família era de 3,08.
Per edats la població es repartia de la següent manera: un 28,6% tenia menys de 18 anys, un 9,8% entre 18 i 24, un 29,6% entre 25 i 44, un 21,4% de 45 a 60 i un 10,6% 65 anys o més.
L'edat mediana era de 34 anys. Per cada 100 dones de 18 o més anys hi havia 100,8 homes.
La renda mediana per habitatge era de 24.219$ i la renda mediana per família de 32.981$. Els homes tenien una renda mediana de 22.102$ mentre que les dones 16.058$. La renda per capita de la població era de 12.196$. Entorn del 8,9% de les famílies i el 13,4% de la població estaven per davall del llindar de pobresa.

## Poblacions properes
El següent diagrama mostra les poblacions més properes.